# Mistrovství Evropy v zápasu řecko-římském 2021
Mistrovství Evropy v zápasu řecko-římském za rok 2021 proběhlo v Areně COS Torwar ve Varšavě, Polsko ve dnech 23.-25. února 2021.

## Česká stopa
- -77 kg – Jakub Bielesz
- -87 kg – Petr Novák
- -97 kg – Artur Omarov
- -130 kg – Štěpán David

## Program

### Vyřazovací boje
- PÁ – 23.4.2021 – muži (-55 kg, -63 kg, -77 kg, -87 kg, -130 kg)
- SO – 24.4.2021 – muži (-60 kg, -67 kg, -72 kg, -82 kg, -97 kg)

### Souboje o medaile
- SO – 24.4.2021 – muži (-55 kg, -63 kg, -77 kg, -87 kg, -130 kg)
- NE – 25.4.2021 – muži (-60 kg, -67 kg, -72 kg, -82 kg, -97 kg)

## Výsledky

### Muži
| Kategorie | Zlato                     | Stříbro                | Bronz                      | Bronz                      |
| --------- | ------------------------- | ---------------------- | -------------------------- | -------------------------- |
| -55 kg    | Emin Seferšajev (RUS)     | Ekrem Öztürk (TUR)     | Rudik Makartyčjan (ARM)    | Eldaniz Azizli (AZE)       |
| -60 kg    | Sergej Jemelin (RUS)      | Kerem Kamal (TUR)      | Răzvan Arnăut (ROU)        | Viktor Petryk (UKR)        |
| -63 kg    | Džambolat Lokijajev (RUS) | Taleh Mammadov (AZE)   | Aleksandrs Jurkjans (LAT)  | Leri Abuladze (GEO)        |
| -67 kg    | Mate Nemeš (SRB)          | Mateusz Bernatek (POL) | Murat Fırat (TUR)          | Slavik Galstjan (ARM)      |
| -72 kg    | Šmagi Bolkvadze (GEO)     | Malchaz Amojan (ARM)   | Róbert Fritsch (HUN)       | Maksym Jevtušenko (UKR)    |
| -77 kg    | Tamás Lőrincz (HUN)       | Yunus Emre Başar (TUR) | Sanan Sulejmanov (AZE)     | Antonio Kamenjašević (CRO) |
| -82 kg    | Adlan Akijev (RUS)        | Radik Kulijev (BLR)    | Aivengo Rikadze (GEO)      | Hannes Wagner (GER)        |
| -87 kg    | Zurab Datunašvili (SRB)   | Kirill Maskevič (BLR)  | Milad Alirzajev (RUS)      | Žan Beleňuk (UKR)          |
| -97 kg    | Musa Jovlojev (RUS)       | Balázs Kiss (HUN)      | Nikoloz Kachelašvili (ITA) | Nikolaj Stadub (BLR)       |
| -130 kg   | Rıza Kaya'alp (TUR)       | Ijakob Kadžaija (GEO)  | Zurab Gedechauri (RUS)     | Eduard Popp (GER)          |